# مطبخ بوتسواني

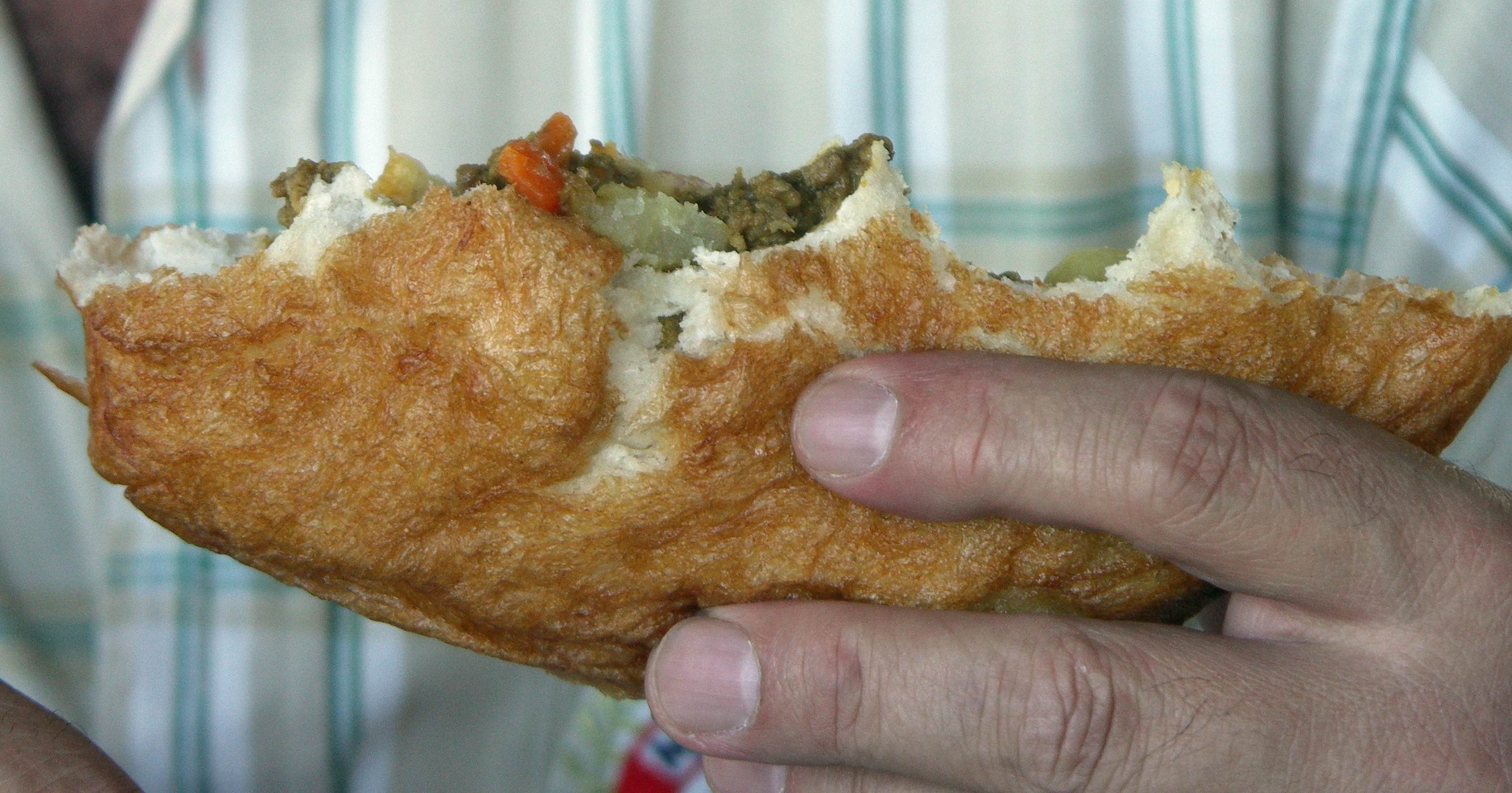

يقترب المطبخ البوتسواني من مطبخ جنوب أفريقيا من حيث مكوناته وقد أخذ بعض الاطباق عن جيرانه بعد تعديلها بحيث تناسب المذاق البوتسوانيين .
من المأكولات المشتركة بين بوتسوانا وجيرانها :
- باب
- سامب
- فتكويك
- موبان ورمز

ومن المأكولات البوتسوانية :
- سيسواي، وهو لحم مملح

## خضروات وفواكه
يحتوي السوق في بوتسوانا على أنواع كثيرة من الخضروات والفاكهة، تزرع في بوتسوانا أو تستورد من الخارج.
وتوجد في بوتسوانا مزارع لتربية الأبقار والخراف والدواجن . ويعد المطبخ البوتسواني اللحوم بوصفات عديدة، كما تؤكل الأسماك.
نبات السورغوم والذرة من النباتات الشائعة . وتستورد الحبوب القمح والأرز . ويزرع الفول والبقول والبطاطس والبطاطا والطماطم . ومن الخضروات تزرع السبانخ والجزر والكرنب والبصل .
وتزرع الفاكهة البطيخ والشمام والتي يعتقد أن مصدرها بوتسوانا ذاتها. وفيها عديد آخر من أنواع الشمام الخاصة ببتسوانا .

## أطباق شائعة
سيزوا طبق لحم يؤكل في المناسبات . وهو عبارة عن لحم يغلى في الماء في أوعية من الحديد الصلب، ويترك للنضج على نار هادئة ولا يضاف غليه سوى الملح. كذلك طبق السيروبي من الأشياء المحببة، وهو عبارة عن طبق من أحشاء الخراف والمعدة أو من الأبقار تطبخ على نار هادئه.
وفي حضور الزوار قد يقوم رب البيت بإعداد لحم الدجاج في وعاء الحديد الصلب، حيث يوضع الوعاء ذو الثلاثة أرجل حديدية فوق النار، على نار هادئه فيعطي أحسن مذاق .
يجهز البوريدج (بوغوبي) بوضع دقيق السورغوم أو الذرة في الماء المغلى مع التقليب المستمر، حتى تتكون بوريه ناعم منها . وقد يقدم السمك معها .
ونظرا لظهور الخضروات في الفصول السنوية، يقوم البوتسوانيون بتجفيفها لاستخدامها وقت عدم تواجدها، ولهم عدة طرق لإعداد الخضروات الجافة .
ولا يعتبر الخبز من أساسيات المطبخ بوتسواني، ولكن توجد منه أنواع جاءت من الخارج مثل ديفافاتا وهو كيك كالرغيف المسطح وكذلك الماجوينيا . وقد يطبخ هذا الخبز أو الكيك مع اللحم أو يحمر في الزيت أو يحمر على الفحم .